# グリフィス・ベイリー・コール

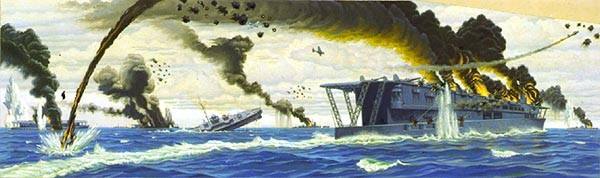
日本空母を攻撃する急降下爆撃機(1942)

グリフィス・ベイリー・コール（英語: Griffith Baily Coale, 1890年5月21日 - 1950年8月20日）はアメリカ合衆国の画家である。第二次世界大戦中のアメリカ海軍の戦闘の場面を描いた戦争画などを描いた。

## 略歴
ボルチモアの名士の息子に生まれた。早くから絵画の才能を示し、家族の熱心な支援を受けて、画家の道に進んだ。1909年から1911年までボルチモアのメリーランド美術学校(Maryland Institute College of Art)で学んだ 後、パリに留学し、私立の美術学校、アカデミー・ジュリアンでウィリアム・ラパラに学んだ。フランスで活動していたアメリカ人画家のリチャード・E・ミラーからも学んだ。1913年と1914年のパリの展覧会にも出展した。その後ミュンヘンに移り、モーリッツ・ハイマン(Moritz Heymann)の私立の美術学校でも学んだ。
その後、イタリア、スペインを旅し、1815年にボルチモアに戻って結婚した 。第一次世界大戦が始まり1817年から1818年の間は合衆国海運委員会(U.S. Shipping Board)の依頼で、ボルチモア港で、軍用船や民間船のカモフラージュ塗装の仕事をした。
第一次世界大戦後はニューヨークやコネティカットを旅し、1922年からニューヨークで活動し、肖像画や壁画を描いた。アメリカ壁画家協会(National Society of Mural Painters)の会員となり、多くの企業や団体の依頼で壁画を描いた。1932年にステンドグラス作家のマッコール（Robert McGill Mackall）とボルチモアのバンク・オブ・アメリカ・ビルディングの装飾を行った。
第二次世界大戦参戦が近づいた1941年に海軍少将だったチェスター・ニミッツに戦争の記録を残すために海軍の軍艦に画家を乗船させることを提案した。第一次世界大戦での経験や、イギリス海軍の戦争美術計画に着想を得ていた。ミニッツ少将はこの提案に賛同し海軍戦争画計画(Navy Combat Art program)を創設した。
1941年末、海軍予備役の少佐に任命され、広報課で働いた。最初の任務は北大西洋での作戦に同行し、駆逐艦USS Reuben Jamesがドイツ潜水艦の攻撃で沈没したのを目撃した。次に太平洋を訪れ、真珠湾攻撃後のハワイで、目撃者たちの話を聞いた。ミッドウェイの戦闘の前の訓練する艦隊を観察し、戦闘後にミッドウェイ島を訪れた。その後はスリランカの連合軍南東アジア司令部(South East Asia Command)に派遣された。戦後は海軍の軍学校に真珠湾の戦いや、ミッドウェー海戦を描いた壁画を描いたが、現在は失なわれている。1947年に海軍の仕事から引退し、コネチカットで暮らし、1950年に没した。

## 作品

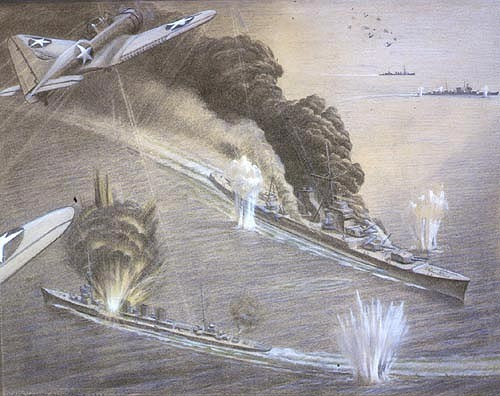
ミッドウェー海戦で三隈と最上を攻撃するアメリカ軍機
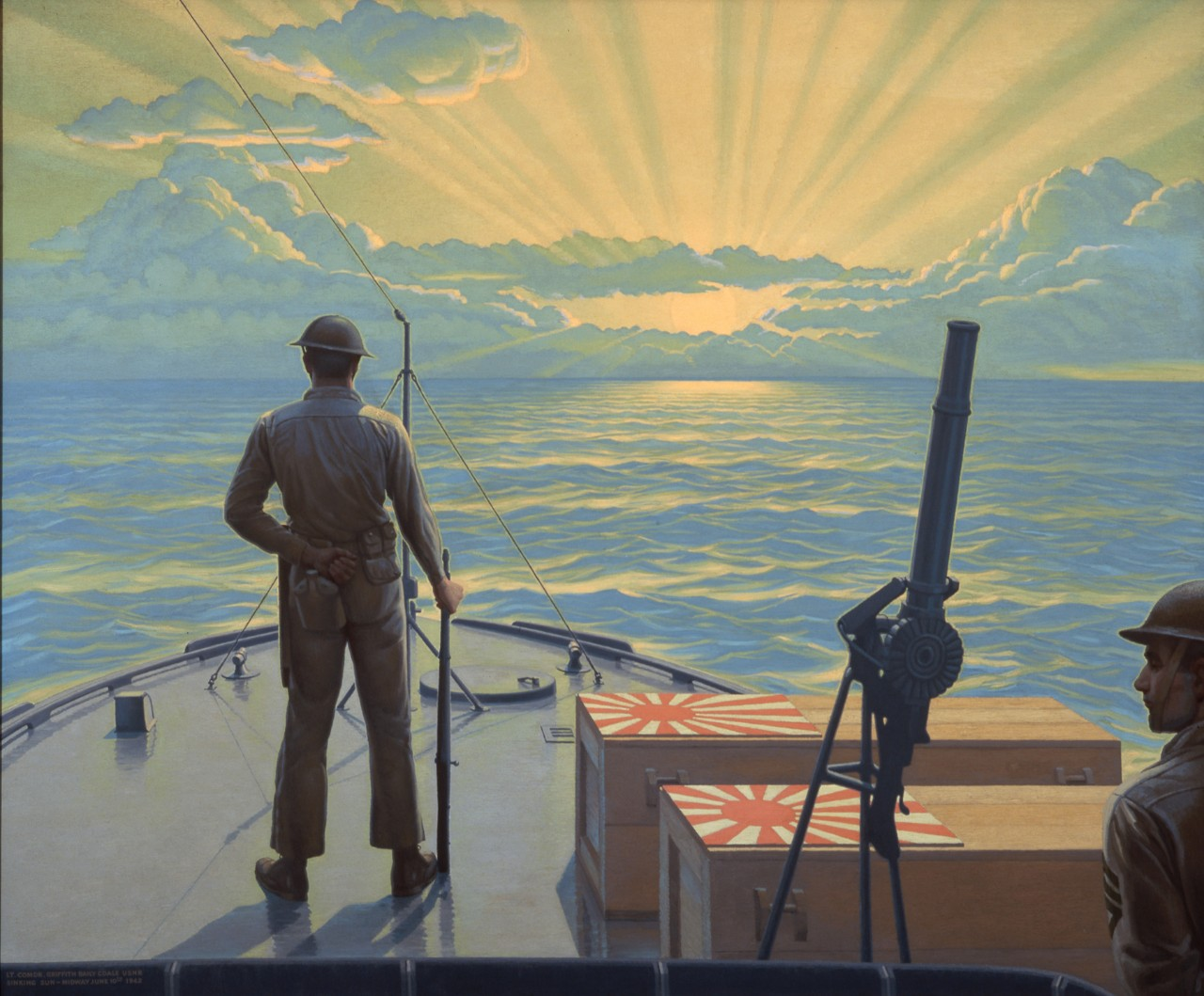
沈む夕日-日本パイロットの水葬
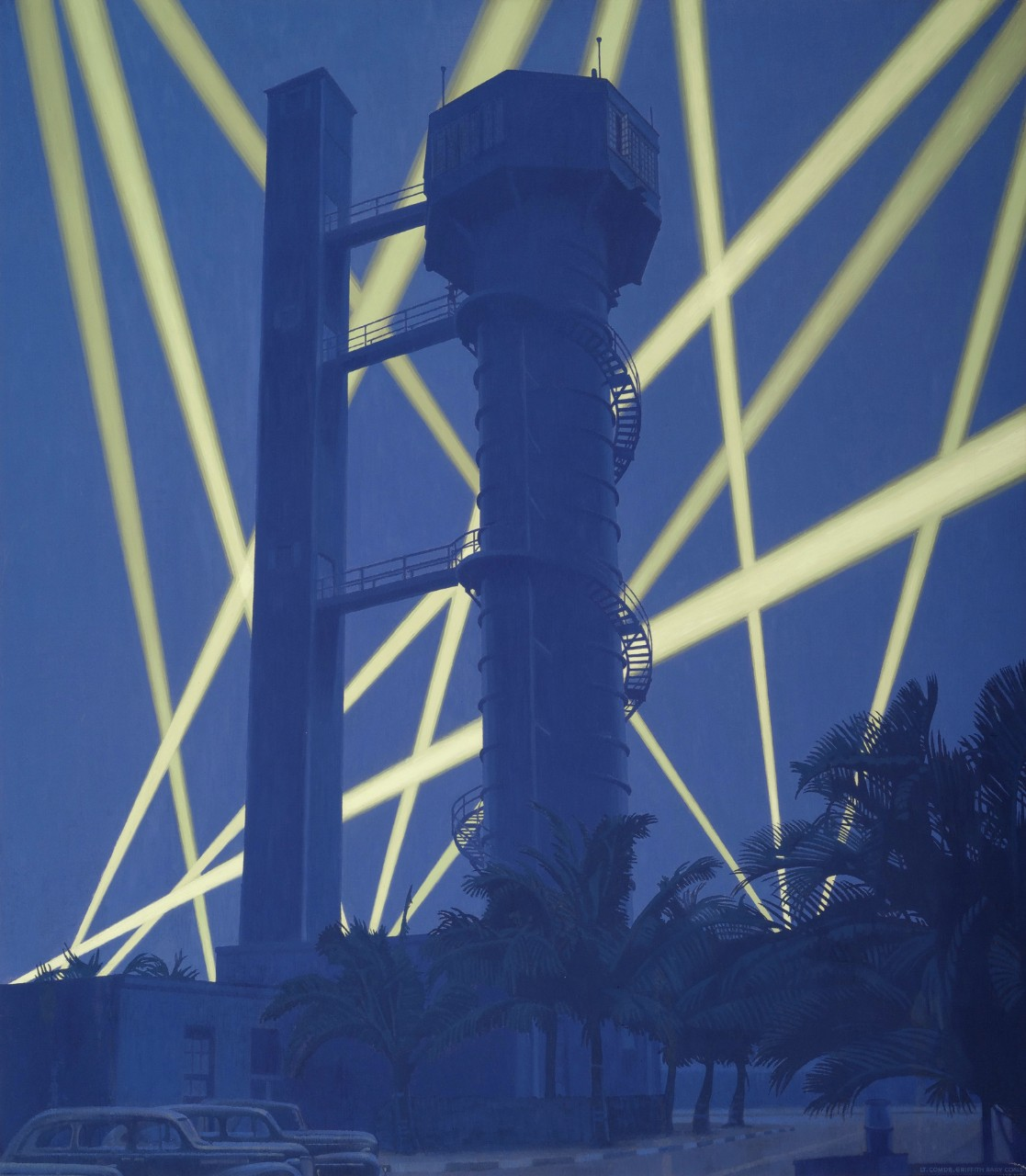
真珠湾の探照灯
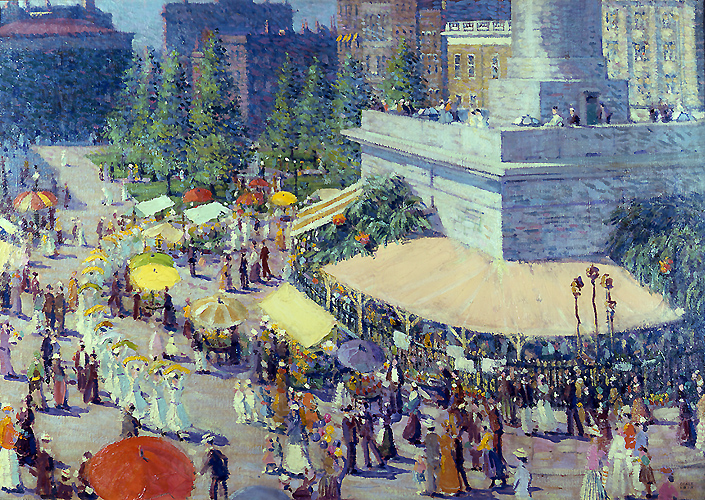
ボルチモアの花市場(1915)